# Gorontalo-Makak

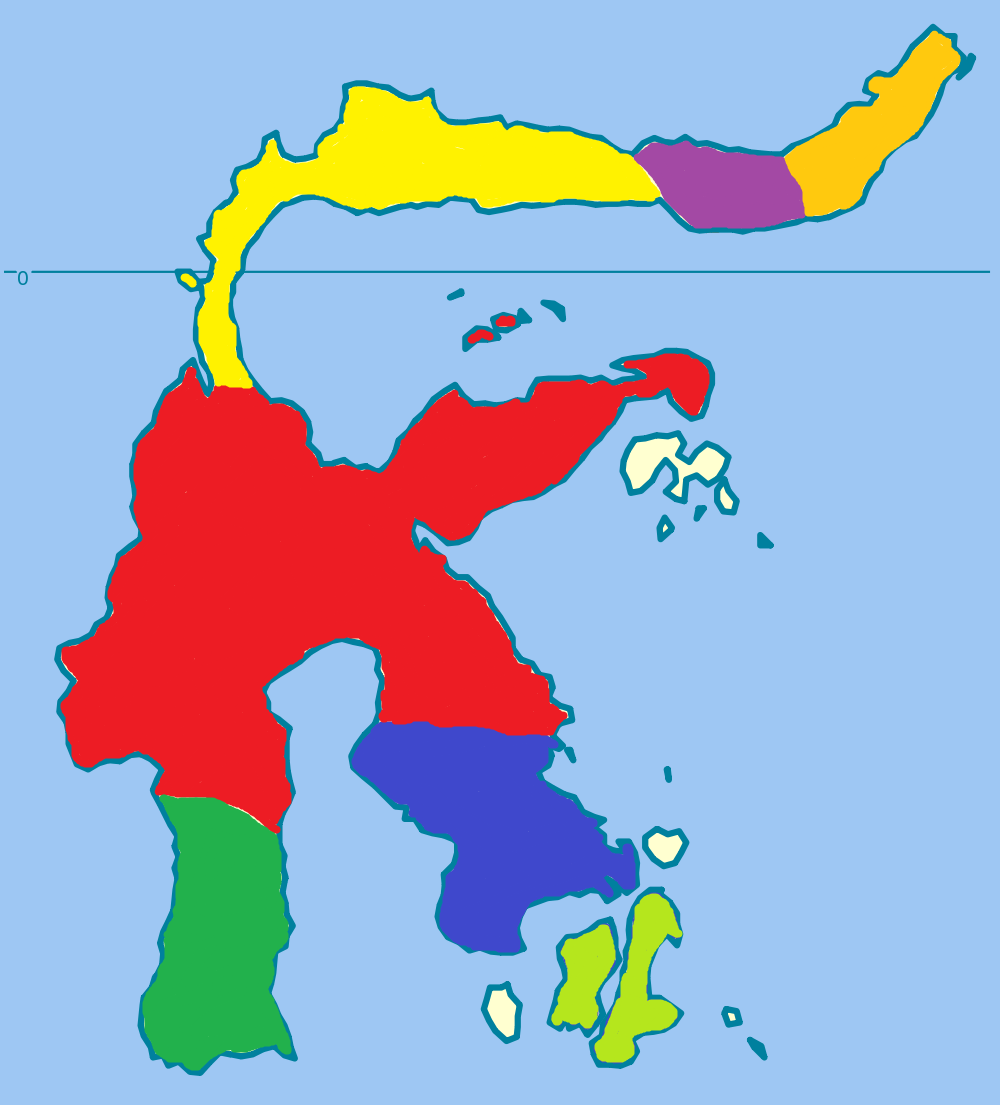
Violett das Verbreitungsgebiet des Gorontalo-Makaken

Der Gorontalo-Makak (Macaca nigrescens) ist eine Primatenart aus der Gattung der Makaken innerhalb der Familie der Meerkatzenverwandten (Cercopithecidae). Er ist eng mit dem Schopfaffen verwandt und wird manchmal als dessen Unterart betrachtet. Die Art ist auf der indonesischen Insel Sulawesi (Celebes) endemisch, genauer in der Provinz Gorontalo auf der nördlichen Halbinsel. 

## Merkmale
Gorontalo-Makaken erreichen eine Kopfrumpflänge von etwa 60 (Männchen) bzw. 50 (Weibchen) Zentimeter, wozu noch ein 2 bis 3 Zentimeter langer Schwanz kommt. Wie der nah verwandten Schopfmakak besitzt der Gorontalo-Makak einen hoch stehenden Haarschopf auf der Oberseite des Kopfes, der mit einer Höhe von 5 bis 10 cm aber kürzer ist als der des Schopfmakak (10–15 cm). Jungtiere sind hellbraun, Haarschopf, Arme, Hände und Füße sind schwarz. Das Fell ausgewachsener Tiere ist dunkel rotbraun bis schwärzlich, ein schwarzer Mittelstreifen befindet sich auf dem hinteren Rücken. Die leicht bohnenförmigen, unbehaarten Sitzschwielen am Gesäß sind dunkelbraun bis dunkelorange und nicht weiter untergliedert. Das haarlose Gesicht ist mit hohen Backenleisten versehen.

## Lebensweise
Lebensraum dieser Tiere sind tropische Tiefland- und Bergregenwälder bis in Höhen von 2000 Metern. Sie sind wie alle Makaken tagaktiv und leben sowohl am Boden als auch in den Bäumen. Gorontalo-Makaken leben in Gruppen, die sich aus mehreren Männchen und Weibchen zusammensetzen. Die Nahrung dieser Primaten besteht vor allem aus Früchten (ca. 70 – 85 %), außerdem aus Blättern, Knospen und Insekten. Manchmal fallen sie auch in Plantagen ein und verzehren die Feldfrüchte (Früchte, Gemüse, Mais).
Wie viele Bewohner der südostasiatischen Inseln ist der Gorontalo-Makak durch die fortschreitende Zerstörung seines weniger als 20.000 km² umfassenden, durch den Menschen fragmentierten Lebensraums gefährdet. In den bergigen, für Menschen schwer zugänglichen Teilen des Nationalpark Bogani Nani Wartabone lebt die Art relativ sicher.